# Сватковщина
Сватковщина — деревня в Колчановском сельском поселении Волховского района Ленинградской области.

## История
Деревня Сватковшина упоминается на карте Санкт-Петербургской губернии Ф. Ф. Шуберта 1834 года.

СВАТКОВЩИНА — деревня принадлежит чиновнику 5 класса Качке, число жителей по ревизии: 25 м. п., 25 ж. п.. (1838 год)

СВАТКОВЩИНА — деревня господина Томилова, по просёлочной дороге, число дворов — 8, число душ — 24 м. п. (1856 год)

СВАТКОВЩИНА — деревня владельческая при речке Златынке, число дворов — 9, число жителей: 27 м. п., 24 ж. п. (1862 год)

В 1870—1872 годах временнообязанные крестьяне деревни выкупили свои земельные наделы у Я. Н., К. Н., А. Н., П. Н. Томиловых и стали собственниками земли.

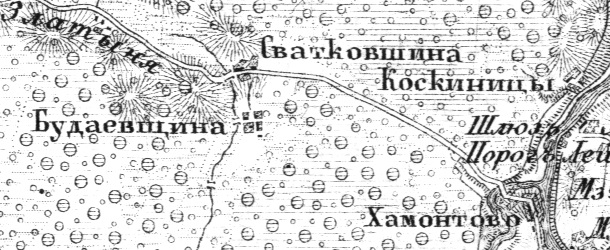
Деревня Сватковщина на карте Ф. Ф. Шуберта 1872 года

Согласно топографической карте 1872 года деревня называлась Сватковшина.
Согласно материалам по статистике народного хозяйства Новоладожского уезда 1891 года обрез селения Сватковщины принадлежал штабс-капитану П. Н. Томилову, имение было приобретено до 1868 года.
В конце XIX — начале XX века деревня административно относилась к Хамонтовской волости 2-го стана Новоладожского уезда Санкт-Петербургской губернии.
По данным «Памятной книжки Санкт-Петербургской губернии» за 1905 год деревня Сватковщина входила в Будаевское сельское общество.
Согласно военно-топографической карте Петроградской и Новгородской губерний издания 1915 года деревня называлась Сватковшина.
По данным 1933 года деревня  Сватковщина входила в состав Златынского сельсовета Волховского района.
По данным 1966, 1973 и 1990 годов деревня  Сватковщина входила в состав Колчановского сельсовета.
В 1997 году в деревне Сватковщина Колчановской волости проживали 19 человек, в 2002 году — 10 человек (все русские).
В 2007 году в деревне Сватковщина Колчановского СП — 10, в 2010 году — 6 человек.

## География
Деревня расположена в центральной части района на автодороге 41К-390 (Колчаново — Пенчино).
Расстояние до административного центра поселения — 5 км.
Расстояние до ближайшей железнодорожной платформы Хамонтово (141 км) — 4 км.
Деревня находится на правом берегу реки Златынка.

## Демография
| 1838 | 1862 | 1997 | 2002 | 2007 | 2010 | 2013 |
| ---- | ---- | ---- | ---- | ---- | ---- | ---- |
| 50   | ↗51  | ↘19  | ↘10  | →10  | ↘6   | ↗7   |
| 2017 |      |      |      |      |      |      |
| ↗8   |      |      |      |      |      |      |

### Национальный состав
По данным Всероссийской переписи населения 2021 года в деревне проживали 10 человек, все русские.